# Strofa nieparzystowersowa
Strofa nieparzystowersowa – strofa składająca się z nieparzystej liczby linijek. W literaturze polskiej strofy nieparzystowersowe są rzadsze niż parzystowersowe. Do najważniejszych strof nieparzystowersowych należą tercyna, siedmiowersowa strofa królewska i dziewięciowersowa strofa spenserowska. Strofę królewską ababbcc amerykańska poetka Emma Lazarus zastosowała w wierszu Sic Semper Liberatoribus!.
As one who feels the breathless nightmare grip

His heart-strings, and through visioned horrors fares,

Now on a thin-ledged chasm's rock-crumbling lip,

Now on a tottering pinnacle that dare

The front of heaven, while always unawares

Weird monsters start above, around, beneath,

Each glaring from some uglier mask of death,